# Rosas Blancas
Rosas Blancas fue una colección de cuadernos de historietas española publicada entre 1958 y 1965 por la editorial Toray que tuvo 378 números. Fue el primer ejemplo del denominado «tebeo sentimental-próximo», en la terminología acuñada por el investigador Juan Antonio Ramírez, y presentaba una visión idealizada de la vida burguesa para consumo de las clases populares. Su dibujante más importante fue María Pascual, convertida ya en toda una estrella de la editorial.

## Importancia
El éxito de Rosas Blancas dio origen a toda una serie de productos similares, lanzados por la misma editorial (Susana, Guendelina, Serenata) y por otras como Ricart (Modelo, Sentimental), Ferma (Tu Romance, B.B.), Maga (Muchachas, Selecciones Maga), Bistagne (Idilio) e Ibero Mundial (Claro de Luna).